# Szabó Dömjén
Szabó Dömjén, P. (Zetelaka, 1901. május 4. – Kaplony, 1998. február 5.) erdélyi magyar római katolikus egyházi író.

## Életútja, munkássága
Középiskoláit a székelyudvarhelyi és a csíkszeredai Római Katolikus Főgimnáziumban végezte, teológiai tanulmányokat a vajdahunyadi ferences Hittudományi Főiskolán folytatott. 1932–34 között a fogarasi, utána a dési rendház főnöke volt. Itt tartózkodott 1952–57 között, a szerzetesrendek erőszakos felszámolása idején is. 1957 után Kaplonyban volt lelkész. Cikkei egyházi folyóiratokban jelentek meg.

## Önálló kötetei
- Égi lant. Keresztény katholikus imádságos és énekeskönyv (3. átdolgozott kiadása név nélkül, Temesvár, 1921);
- Szívgárdista. A Szent Szív kis katonáinak kézikönyve (Kolozsvár, 1929);
- Jézus szíve kultusza. Főként gárdavezetőknek (Kolozsvár, 1930);
- Krisztussal a keresztúton (Kolozsvár, 1933);
- Égi láng. Kézi- és imakönyv a Jézus Szíve tisztelők részére (Kolozsvár, 1939).